# Херин (Илиноис)
Херин (енгл. Herrin) град је у америчкој савезној држави Илиноис. По попису становништва из 2010. у њему је живело 12.501 становника.

## Демографија
Према попису становништва из 2010. у граду је живело 12.501 становника, што је 1.203 (10,6%) становника више него 2000. године.
| Група             | 2000.          | 2010.          |
| Белци             | 10.850 (96,0%) | 11.541 (92,3%) |
| Афроамериканци    | 104 (0,9%)     | 313 (2,5%)     |
| Азијати           | 76 (0,7%)      | 126 (1,0%)     |
| Хиспаноамериканци | 107 (0,9%)     | 264 (2,1%)     |
| Укупно            | 11.298         | 12.501         |